# Спас Роман Леонтійович
Рома́н Лео́нтійович Спа́с — старший сержант Збройних сил України, учасник російсько-української війни.

## Нагороди та вшанування
- Указом Президента України № 804/2019 від 5 листопада 2019 року за «особисту мужність і самовідданість, виявлені під час бойових дій, зразкове виконання військового обов'язку» нагороджений орденом «За мужність» III ступеня[1].
- відзнака Президента України. За участь в АТО.
- Наказ начальника Генерального штабу-Головнокомандувача ЗСУ, від 18.05.2016. /211,відзначений почесним нагрудним знаком «За взірцевість у військовій службі» || ступеня. Начальник Генерального штабу-Головнокомандувача ЗСУ, генерал армії України В. М. Муженко.
- /0889 Наказ\27 від 14.10.2019 р. ЗНАК НАРОДНОЇ ПОШАНИ «КРОВ ЗА УКРАЇНУ».
- Медаллю «За жертовність і любов до України» \26094 від 13.06.2019 р. Патріарх Київський і всієї України Філарет